# Sergei Jurjewitsch Schirjajew
Sergei Jurjewitsch Schirjajew (russisch Серге́й Юрьевич Ширя́ев; * 8. Februar 1983 in Gorki) ist ein ehemaliger russischer Skilangläufer.

## Werdegang
Schirjajew nahm von 2001 bis 2006 vorwiegend an FIS-Rennen teil. Bei den U23-Weltmeisterschaften 2006 in Kranj gewann er Silber im Skiathlon. Im Weltcup startete er erstmals bei der Tour de Ski 2006/07 und belegte dort einen 12. Platz. Dabei erzielte er die schnellste Laufzeit in der abschließenden Bergverfolgung. Im Februar 2007 holte er in Davos mit der Staffel seinen ersten Weltcupsieg. Bei den anschließenden Weltmeisterschaften in Sapporo erreichte er über 15 km in der freien Technik Rang 11. Dieses Ergebnis wurde ihm aufgrund des Bekanntwerdens einer positiven Dopingprobe am letzten Tag der Weltmeisterschaften wieder aberkannt. Er wurde daraufhin wegen EPO-Missbrauchs für zwei Jahre gesperrt. Nach Ablauf der Sperre startete er wieder im Weltcup und erzielte beim Weltcup-Finale 2009 erneut die schnellste Laufzeit in der abschließenden Verfolgung und belegte damit den zehnten Gesamtrang. Zu Beginn der Saison 2009/10 siegte er beim La Sgambeda. Bei der Tour de Ski 2009/10 kam er auf den 29. Platz. Beim folgenden Weltcup in Rybinsk wurde er Dritter im 30-km-Skiathlon. Bei den Olympischen Winterspielen 2010 in Vancouver belegte er den 31. Platz über 15 km Freistil. Zum Saisonende errang er beim Skilanglauf-Weltcup-Finale 2010 in Falun den 29. Platz. Bei den nordischen Skiweltmeisterschaften 2011 in Oslo km er auf den 41. Platz im 50-km-Massenstartrennen. In den folgenden Jahren startete er vorwiegend im Eastern Europe Cup. Dabei erreichte er neun Podestplatzierungen und zwei Siege. In der Saison 2011/12 und 2012/13 belegte er den dritten Platz in der Cupwertung. Im März 2015 wurde er Dritter beim Demino Ski Marathon über 50 km Freistil.

## Erfolge

### Siege bei Weltcuprennen

#### Etappensiege bei Weltcuprennen
| Nr. | Datum          | Ort           | Disziplin                       | Rennen              |
| --- | -------------- | ------------- | ------------------------------- | ------------------- |
| 1.  | 7. Januar 2007 | Val di Fiemme | 11 km Bergverfolgung Freistil 1 | Tour de Ski 2006/07 |
| 2.  | 22. März 2009  | Falun         | 15 km Verfolgung Freistil 1     | Weltcup-Finale 2009 |

#### Weltcupsiege im Team
| Nr. | Datum           | Ort   | Disziplin           |
| --- | --------------- | ----- | ------------------- |
| 1.  | 4. Februar 2007 | Davos | 4 × 10 km Staffel 2 |

### Siege bei Continental-Cup-Rennen
| Nr. | Datum             | Ort            | Disziplin       | Serie              |
| --- | ----------------- | -------------- | --------------- | ------------------ |
| 1.  | 11. Dezember 2005 | Toblach        | 15 km Freistil  | Alpencup           |
| 2.  | 14. März 2009     | Métabief       | 10 km Freistil  | Alpencup           |
| 3.  | 13. Januar 2011   | Charkiw        | 15 km klassisch | Eastern Europe Cup |
| 4.  | 24. November 2011 | Werschina Tjoi | 15 km Freistil  | Eastern Europe Cup |

### Siege bei Worldloppet-Cup-Rennen
Anmerkung: Vor der Saison 2015/16 hieß der Worldloppet Cup noch Marathon Cup.
| Nr. | Datum             | Ort     | Rennen      | Disziplin                  |
| --- | ----------------- | ------- | ----------- | -------------------------- |
| 1.  | 13. Dezember 2009 | Livigno | La Sgambeda | 42 km Freistil Massenstart |

## Teilnahmen an Weltmeisterschaften und Olympischen Winterspielen

### Olympische Spiele
- 2010 Vancouver: 31. Platz 15 km Freistil

### Nordische Skiweltmeisterschaften
- 2011 Oslo: 41. Platz 50 km Freistil Massenstart

## Platzierungen im Weltcup

### Weltcup-Statistik
Die Tabelle zeigt die erreichten Platzierungen im Einzelnen.
- 1.–3. Platz: Anzahl der Podiumsplatzierungen
- Top 10: Anzahl der Platzierungen unter den ersten zehn
- Punkteränge: Anzahl der Platzierungen innerhalb der Punkteränge
- Starts: Anzahl gelaufener Rennen in der jeweiligen Disziplin
- Hinweis: Bei den Distanzrennen erfolgt die Einordnung gemäß FIS.

| Platzierung         | Distanzrennen a | Distanzrennen a | Distanzrennen a | Distanzrennen a | Distanzrennen a | Skiathlon Verfolgung | Sprint | Etappen- rennen b | Gesamt | Team c | Team c  |
| Platzierung         | ≤ 5 km          | ≤ 10 km         | ≤ 15 km         | ≤ 30 km         | > 30 km         | Skiathlon Verfolgung | Sprint | Etappen- rennen b | Gesamt | Sprint | Staffel |
| ------------------- | --------------- | --------------- | --------------- | --------------- | --------------- | -------------------- | ------ | ----------------- | ------ | ------ | ------- |
| 1. Platz            |                 | 1               |                 |                 |                 | 1                    |        |                   | 2      |        | 1       |
| 2. Platz            |                 |                 |                 |                 |                 |                      |        |                   |        |        |         |
| 3. Platz            |                 |                 |                 |                 |                 | 1                    |        |                   | 1      |        |         |
| Top 10              | 1               | 1               | 2               | 1               |                 | 3                    |        | 1                 | 9      |        | 4       |
| Punkteränge         | 3               | 2               | 5               | 3               |                 | 6                    |        | 4                 | 23     |        | 4       |
| Starts              | 3               | 2               | 9               | 3               |                 | 10                   | 7      | 4                 | 38     |        | 4       |
| Stand: Karriereende |                 |                 |                 |                 |                 |                      |        |                   |        |        |         |

### Weltcup-Gesamtplatzierungen
| Saison  | Gesamt | Gesamt | Distanz | Distanz |
| Saison  | Punkte | Platz  | Punkte  | Platz   |
| ------- | ------ | ------ | ------- | ------- |
| 2006/07 | 200    | 27.    | 112     | 26.     |
| 2008/09 | 138    | 51.    | 86      | 40.     |
| 2009/10 | 178    | 44.    | 166     | 24.     |